# Croce (Musile di Piave)
Croce (anche detta Croce di Piave; Crose [ˈkɾoze] in veneto) è una frazione del comune di Musile di Piave, della città metropolitana di Venezia.

## Storia

### L'età romana
Le origini di Croce risalgono probabilmente ad un insediamento tardo-imperiale sorto lungo la via Annia, che costeggiava il lato nord della laguna di Venezia, e precisamente lungo la strada che collegava questa alla sua variante più settentrionale. Alla presenza di un presunto incrocio è stata attribuita l'origine del toponimo, mentre una leggenda locale riferisce il nome al ritrovamento miracoloso di una croce. Il tracciato della superava l'attuale scolo Cascinelle e costeggiava il fosso Gorgazzo, corrispondendo pertanto all'attuale via Emilia (oggi territorio della parrocchia di Musile, ma fino al 1924 parte della parrocchia di Croce). Per altro, l'attuale toponimo "Emilia" fu dato alla strada per un'errata lettura di un passo di Strabone, identificando un'inesistente via "Emilia-Altinate".

### Il Medioevo
Il paese è citato per la prima volta come gastaldia in un elenco dei territori della parrocchia di Noventa (1152). Pur appartenendo alla diocesi di Treviso, essa rientrava politicamente tra i domini del Patriarca di Aquileia.
Nel 1177 il Patriarca di Aquileia concesse ad Eccelino II "il Balbo", di ritorno dalla Terrasanta, parte dei suoi territori compresa l'area di Croce. Ma quando, nel 1260, la dinastia degli Ezzelini si estinse, la zona fu assegnata al Comune di Treviso; i Patriarchi rivendicarono per un trentennio la restituzione dei territori, rinunciandovi solo nel 1291.
Alcuni attribuiscono alla famiglia Foscari la costruzione di una cappellina nel 1331, ma questo questa tradizione sembra essere inesatta, essendosi confusa Noventa di Piave con Noventa Padovana (dove effettivamente i Foscari avevano possedimenti). La cappellina, in base alle mappe del Cinquecento, era vicina al Piave, in prossimità di uno dei punti dove allora il fiume veniva attraversato (pressappoco dove oggi transita la ferrovia).

### La Serenissima
Dalla fine del XIV secolo l'area passò definitivamente alla Serenissima.
È certo che il 19 dicembre 1468 l'enfiteusi per le gastaldie di San Donà e di Croce fu concessa al N. H. Giovanni Gradenigo per il canone di 854 ducati; ma essendo morto il deliberatario senza firmare il contratto le gastaldie non furono assegnate. Il Senato della Repubblica deliberò in seguito ordinando ai Tre Savi di vendere alcuni possedimenti in terraferma, tra i quali i terreni sulle due rive del Piave verso la sua foce sopra la recuperation del danaro (all'incanto); la delibera fu approvata con 152 voti favorevoli, 10 contrari e 7 astenuti, ma nessuno riuscì a comprare tutto. Le due parti furono allora divise: il 2 settembre 1475 fu affittata la sola gastaldia di San Donà e risultarono deliberatari Francesco Marcello e Angelo Trevisan, mentre la Gastaldia di Croce, nuovamente posta all'asta il 26 maggio 1483 venne acquistata dai fratelli Francesco e Domenico Foscari di Alvise il 13 agosto 1483 per 5.610 denari
La Gastaldia di Croce, con i suoi boschi essenziali per rifornire Venezia di legname, era certamente un territorio appetibile per i nobili veneziani, ma lo divenne ancor più dopo lo scavo della Fossetta, il canale artificiale realizzato unendo la Fossa Vecchia e la Fossa Nuova, secondo i progetti dell'ingegnere idraulico Marco Cornaro. La Fossetta divenne subito una via commerciale importantissima, che permetteva di raggiungere direttamente la laguna.

#### La nascita della parrocchia
Nel 1509 gli abitanti della Gastaldia di Croce erano attorno ai 140-150. Quell'anno, per esplicita richiesta di Marco Foscari, Croce divenne parrocchia autonoma; primo parroco fu Don Andrea de Pace.
Nel 1533 il Nobile veneziano Giovanni Da Lezze fu creato Conte di Croce dall'imperatore Carlo V. In seguito i Da Lezze condivideranno con i Foscari il diritto di giuspatronato sulla parrocchia.
Nel 1545, per proteggere la laguna dalle inondazioni del Piave, il Magistrati alle Acque decisero la costruzione dell'Argine San Marco, che andava da Ponte di Piave a Torre del Caligo: largo sei passi alla base, due e mezzo alla sommità e quattro piedi più alto degli arzerini a ridosso del fiume, l'argine divenne una delle strade maestre della gastaldia. La chiesetta di Croce venne a trovarsi così tra la Piave e l'argine.
Nella prima metà del XVII secolo la Serenissima decise di porre rimedio all'interramento della laguna intervenendo sul corso dei fiumi che vi sfociavano, in particolare sul Sile e sul Piave stesso. Dopo che il Taglio di Re si era rivelato insufficiente (non erano ancora noti gli effetti della forza di Coriolis), nel 1642 venne avviato poco più a est il Grande Taglio della Piave. Lo scavo dei cariolanti durò 23 anni, fino al 1664. Il completamento dell'Intestadura a Musile fece defluire le acque della Piave nel nuovo alveo, che cominciarono a sfociare a svario nell'agro di Eraclea. Nel 1672 la Serenissima avviò quindi lo scavo del Taglio del Sile progettato dall'ingegnere Cristoforo Sabbadino per deviare anche il Sile dalla Laguna. Il canale artificiale conduceva le acque del fiume al Piave presso la località che poi prese il nome di Caposile, restituendo vitalità ad una zona che era andata deprimendosi. Trattandosi però di un canale pensile, il Taglio del Sile provocò negli anni seguenti frequenti inondazioni, specie nell'area a nord della Via Annia: la gastaldia Foscari divenne così zona paludosa e malarica.
Con l'elezione del parroco don Giambattiasta Faseolo (1679) iniziava la compilazione dei registri parrocchiali.
Nel 1724 una memorabile rotta della Piave si portò via l'argine davanti alla chiesa parrocchiale, tanto che i Magistrati alle Acque ordinarono il trasferimento di chiesa e canonica in un luogo più sicuro onde poter ricostruire il nuovo argine sul terreno del cimitero attiguo alla chiesa. Durante la ricostruzione, avvenuta su terreni donati dai Conti Da Lezze e col concorso di opere di tutta la popolazione, le funzioni della parrocchiale furono svolte presso l'oratorio della famiglia Giusti, situato poco distante dalla vecchia chiesa, a destra dell'argine in direzione di Musile e i cui resti erano ancora visibili una sessantina d'anni fa; le due lapidi che testimoniano l'inizio e la fine della supplenza, un tempo murate sull'oratorio, oggi sono visibili sul muro di sostegno dell'argine.
Nel 1731, l'arcivescovo di Treviso Augusto Zacco, essendo parroco don Pietro Caovilla, consacrò la nuova chiesa, a una nave con cinque cappelle compresa la maggiore. Sul fianco sinistro del presbiterio era la sacrestia, su quello destro la cella alla base del campanile. Vicino alla nuova chiesa non fu costruita nessuna canonica, per cui i parroci successivi vissero sempre in affitto presso le famiglie nobili del paese.

### L'Ottocento

#### Croce di Piave diventa frazione di Musile
Dal 1797 Croce seguì le sorti di tutto il Veneto passando da Napoleone all'Austria e di nuovo a Napoleone. Nel 1815 divenne definitivamente parte del Regno Lombardo-Veneto e divenne ufficialmente frazione del comune di Musile.
Con l'editto di Saint-Cloud anche il cimitero di Croce, che sino ad allora si trovava attorno alla chiesa, fu trasferito fuori dal centro storico. Il nuovo camposanto, realizzato lungo l'Argine San Marco al confine con Musile, dovette servire entrambe le parrocchie, ma si rivelò tutt'altro che funzionale essendo troppo lontano da Croce e costruito su terreno sortumoso, trovandosi cioè l'acqua a piccola profondità. Entrò così in funzione solo dopo vari atti coercitivi da parte dell'autorità civile.
Dopo l'annessione del Veneto all'Italia (1866) le nuove autorità, più morbide, consentirono la costruzione di un nuovo cimitero a soli 300 metri dalla parrocchiale, su un terreno donato dal Conte Angelo Prina. Negli anni successivi, il combattivo don Busnardo riuscì ad ottenere la costruzione della canonica a spese delle autorità civili.
Nel 1880 venne costituito il consorzio di bonifica che rese coltivabile un'ampia porzione di terreno (1400 ettari) tra gli argini della Piave, della Fossetta e della fossa delle Millepertiche, a nord del Gorgazzo. Si trattava di terreni "alti", quindi facili da prosciugare. Nota come la Bonifica del Consorzio, fu l'unica avviata da privati, anticipando di due anni la legge Baccarini sulle bonifiche (1882); essa ampliò di parecchio la superficie coltivabile della parrocchia, aumentando la già esistente sproporzione tra le due parrocchie del Comune.
Nel 1882 gli abitanti di Croce avevano raggiunto le 1 301 unità, su un totale comunale di 2 460; dei quasi 4 500 ettare del Comune, circa 3 000 appartenevano a Croce.
Nel 1884 fu realizzata la ferrovia Venezia-Portogruaro, la quale tuttora attraversa la frazione. La stessa stazione di Fossalta di Piave fu costruita nel territorio di Croce.
Nel 1885 la Bonifica delle Trezze (80 ettari) e quella avviata dalla Contessa Prina presso la Fossetta (altri 50 ettari) aumentarono ulteriormente la superficie coltivabile della parrocchia.
Nel 1888 una piccola porzione delle cosiddette Case Bianche, su richiesta delle quattro famiglie interessate, si distaccò dalla parrocchia passando a Musile.

### Il Novecento

#### La prima guerra mondiale
Durante la prima guerra mondiale il paese si trovò sulla linea del fronte del Piave e venne completamente distrutto durante la battaglia del Solstizio del 15-24 giugno 1918. La mattina del 15, giorno dell'offensiva nemica, gli austroungarici riuscirono a varcare il fiume di fronte alle Scuole San Rocco (odierna azienda Bisiol); il paese fu interamente invaso, tanto che a Croce si ebbe la massima penetrazione del fronte nemico (quattro chilometri). La rottura delle macchine idrovore a Caposile e l'allagamento dei territori a sud della Fossetta che impantanarono il nemico, insieme alla resistenza eroica delle truppe italiane a Fossalta di Piave, impedirono che i due tronconi d'attacco si congiungessero a Portegrandi per proseguire per Venezia. La sera il Comando italiano decise l'invio in prima linea della Brigata "Sassari" che il giorno successivo prese parte alla Battaglia di Croce, nella quale si verificarono diversi episodi di eroismo, poi decorati con medaglie d'oro o d'argento al valor militare (ten. col. Giulio Marinetti, ten. Attilio Deffenu, capitano Ottorino Tombolan Fava, magg. Giovanni Giusti Del Giardino, cap. Tito Acerbo, soldato Vitale Cossu)
Nel corso della battaglia, gli italiani, da un casolare della Fossetta, si trovarono nelle necessità di bombardare la settecentesca Villa da Lezze, nella quale si erano asserragliati gli austriaci, che andò così irreparabilmente distrutta.
Alla fine della battaglia, per seppellire tutti i morti, annesso al vecchio cimitero fu costruito un cimitero militare che in seguito fu dedicato al capitano Tito Acerbo, la cui tomba fu collocata però in quello civile.

#### La ricostruzione
La parrocchiale fu ricostruita "dov'era e com'era" per volere del parroco don Natale Simionato (1866-1955) che si oppose alle sollecitazioni della Curia Trevisana e in particolare del suo consigliere addetto alla ricostruzione degli edifici sacri nel Basso Piave, Monsignor Chimenton, che l'avrebbe voluta in posizione più centrale, e precisamente a ridosso della costruenda Statale "Triestina", ultimata nel 1923. Rispetto alla precedente, nella nuova chiesa fu allungato il presbiterio e, conseguentemente, furono ingrandite le due sacrestie (navate) laterali. Il campanile, questa volta costruito staccato dal corpo della chiesa, fu inaugurato nel 1926.
Nel 1920 il sindaco Mario Zaramella istituì due condotte mediche non coincidenti con le due parrocchie e chiese al Vescovo di Treviso Apollonio di adeguare i confini delle seconde alle prime, sostenuto da alcuni notabili di Musile e dal parroco di Musile don Tisato. Monsignor Dottor Costante Chimenton (così si firmava sempre), consigliere vescovile e amico di don Tisato, assecondò le richieste del Comune, volendo anche punire l'atteggiamento di Don Natale che aveva saputo attirare la popolazione sulle proprie posizioni, divergenti da quelle della Curia e del Monsignor Dottore.
La condotta medica, istituita nel 1920 e affidata al dottor Raimondo Stocchino, fu abolita due anni dopo per ragioni di risparmio; non riuscendo l'unico medico del Comune (dottor Rizzola) a sostenere la gravosità dell'estesa condotta, nel 1925 la condotta di Croce fu ripristinata e affidata al dottor Antonio Arduino che l'avrebbe retta fino al 1939.

#### Il distacco delle "Case Bianche"
Nel 1924 un decreto vescovile distaccò del tutto la località delle Case Bianche e l'assegnò alla parrocchia di Musile. Iniziò una lunga lotta di proteste che si concluse solo nel 1930, quando venne restituito alla parrocchia di Croce parte del territorio; il Parroco ebbe l'obbligo di erigere una succursale sulla curva della strada delle Millepertiche, nella zona bonificata, onde agevolare gli abitanti di quella zona che dovevano fare sei chiliometri per arrivare alla parrocchiale e quattro per arrivare all'Oratorio di Ca' Malipiero. Nel 1940 questa nuova chiesa fu eretta a parrocchia indipendente (Santa Maria delle Bonifiche).

#### Il dimezzamento
Nel 1940, una volta eretta la curazia a Parrocchia, la frazione di Millepertiche venne scorporata da quella di Croce e divenne frazione indipendente.
Da quell'anno smise di funzionare la condotta medica di Croce, soppressa l'anno precedente per ragioni economiche. Poco dopo don Natale acquistò dal Comune il palazzo lasciato libero dal dottor Arduino per farne l'Asilo parrocchiale e la residenza del cappellano.

#### La seconda guerra mondiale
Diversi furono i crocesi richiamati alle armi. Dopo l'8 settembre e l'occupazione tedesca (un comando militare Reg.ger si installò presso le scuole elementari, i dieci militari tedeschi si distribuirono tra quattro case del centro) si verificarono alcuni rastrellamenti e vari paesani furono deportati nei campi di prigionia in Germania. Quando gli inglesi cominciarono a bombardare la ferrovia, molti di coloro che abitavano nei pressi dei binari sfollarono altrove, a Millepertiche o in case di parenti considerate più sicure. Tuttavia, solo una casa di via Bosco andò distrutta.

## Monumenti e luoghi d'interesse

### Chiesa parrocchiale

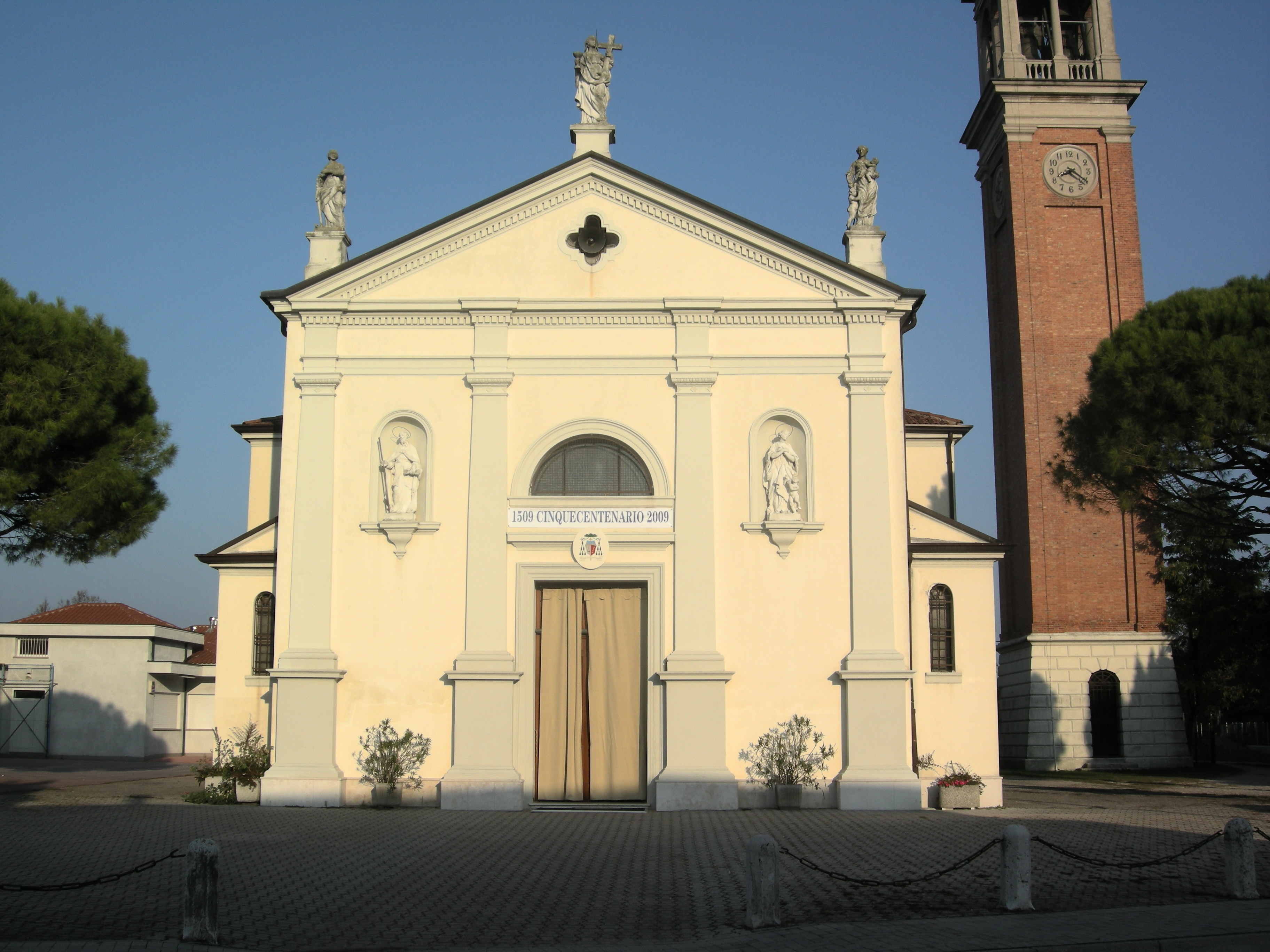
Facciata della chiesa di Croce

Dopo che la vecchia chiesa lungo l'argine San Marco era andata distrutta per una piena del Piave nel 1724, la nuova fu ricostruita a distanza di sicurezza, a 500 metri dal fiume, lungo la strada che sarebbe diventata la principale del paese. La nuova parrocchiale fu inaugurata il 10 giugno del 1731 dall'arcivescovo Zacco.
La prima guerra mondiale causò notevoli danni alla chiesa: il campanile fu bombardato dagli austriaci perché non fungesse da osservatorio e cadde sul presbiterio, distruggendolo completamente; nulla rimase del tetto, andarono distrutti e depredati gli altari; invece la facciata, pur bucherellata dai proiettili, rimase in piedi. Alla fine della guerra, per volere del parroco di allora, la chiesa fu ricostruita dov'era e com'era; solo il presbiterio fu allungato e ai suoi lati furono costruite due navatelle che sostituirono la sacrestia. Il campanile fu costruito distante alcuni metri.

### Oratorio della Beata Vergine del Rosario
Costruito dalla famiglia Malipiero all'inizio del XVIII secolo, rivolge l'ingresso alla strada pubblica che costeggia la Fossetta. Originariamente a navata unica, in seguito furono aggiunte le navatelle laterali. Le tre statue all'altar maggiore - della Madonna, di San Francesco e di San Vincenzo - separano il presbiterio dalla sacrestia. Il magnifico controsoffitto a mattonelle è stato sostituito da tavole in legno in occasione di un maldestro restauro della fine degli anni ottanta a cura di un gruppo parrocchiale del luogo.

### Lapidi un tempo murate sull'Oratorio Giusti
Dedicato alla Vergine dei 7 dolori (Madonna Addolorata), l'Oratorio Zanetti-Giusti si trovava lungo l'argine San Marco, nei terreni che furono proprietà della veneziana Scuola di San Rocco e dei nobili Zanetti-Giusti presso il confine attuale della parrocchia. Sono tuttora visibili sulla parete di sostegno dell'Argine San Marco le due lapidi ottagonali un tempo murate sulle pareti dell'Oratorio (ubicato una cinquantina di metri all'interno) che ricordano l'inizio e la fine della supplenza esercitata dall'oratorio dal 1726 al 1727 in occasione della ricostruzione della chiesa parrocchiale.

### Monumento ai Caduti
Inaugurato nel 1927 al centro del Prà delle Oche, aveva in cima un bersagliere in bronzo che fu rimosso all'inizio della Seconda guerra mondiale per utilizzarne il metallo a fini bellici. Dopo la Seconda guerra mondiale, grazie ad una sottoscrizione di Crocesi, fu acquistata una più economica lampada votiva in forma di tripode. Le lapidi su tre delle quattro facce ricordano i caduti della Prima guerra mondiale, mentre quella sulla quarta facciata i caduti della II. Con la costruzione delle scuole Elementari (1929), ma soprattutto delle case operaie (anni cinquanta) che ridussero il Prà delle oche all'attuale Piazza 'Tito Acerbo', il monumento venne a trovarsi in posizione defilata; così in occasione del recente restauro della Piazza il monumento è stato spostato e posizionato centralmente di fronte alla ormai ex scuola elementare, oggi Centro delle Associazioni.

### CippoTito Acerbo
Una colonna spezzata ricorda il luogo dove l'eroe della Prima guerra mondiale fu circondato e mitragliato dai nemici. Fu collocata in loco nell'estate del 1927 ed inaugurata nel settembre.

## Manifestazioni
- Festa dell'Alleanza: cerimonia ideata da Nicola Paludetto che si svolgeva la prima domenica di giugno a sancire la solidarietà tra le contrade di Croce e di Ca' Malipiero che partecipavano al Palio di San Donato, la cui ultima edizione si è svolta nel 2010.
- Sagra della Madonna del Carmine: (seconda settimana di luglio).
- Premio nazionale di poesia in lingua veneta "Lisa Davanzo": (seconda domenica di settembre). La prima edizione si tenne nel 2004.

## Sport

### Calcio
Dagli anni '70 al 2001 a Croce è esistita l'A.C. Croce, squadra che ha militato sempre in Terza Categoria, tranne due stagioni (1989-1990 e 1990-1991) in Seconda Categoria.

### Tiro alla fune
Nel 2011 è nato il T.A.F. Croce, che ha partecipato al campionato nazionale e a quello triveneto. Nel 2014 è passato alla denominazione di T.A.F. Musile. Il tiro alla fune era una delle prove del Palio San Donato, evento che si svolgeva dal 1995 al 2011 e che contrapponeva le diverse contrade del paese.